# Multivers (Michael Moorcock)
Pour les articles homonymes, voir multivers (homonymie).
Le Multivers (ou Hypercycle du Multivers) est une sorte de fil rouge qui relie plusieurs cycles de Michael Moorcock. 

## Structure et passages du Multivers
Les cycles inventés par Michael Moorcock se déroulent dans des mondes ou « plans » différents mais qui font partie d'un ensemble qui les englobe, le multivers. Les différents cycles peuvent donc être reliés narrativement par l'intermédiaire des passages entre les plans du multivers. Par exemple, le personnage d'Elric se rend malgré lui dans le plan du Prince Corum qui l'a invoqué, à cause d'une machine rompant la division entre les mondes, donc leurs deux histoires personnelles se mêlent.
Le Multivers de Moorcock inclut les cycles : Elric, Hawkmoon, Jherek Carnelian, Corum, Erekosë, Le Nomade du temps, Le Pacte de Von Bek, Jerry Cornelius.

## Personnages du Multivers
Tous les héros des différents cycles appartenant à l'Hypercycle du Multivers sont des incarnations du Champion éternel. Mais ces incarnations peuvent être affiliées tantôt au Chaos, tantôt à la Loi, les deux forces cosmiques qui se disputent la domination du Multivers. Cependant, sur l'ensemble de l'hypercycle, le Champion éternel est plutôt un agent inconscient de la Balance cosmique, qui impose des règles supérieures aux dieux de la Loi et du Chaos.

Le personnage d'Erekosë est l'incarnation du Champion éternel qui se souvient de toutes les autres incarnations, portant en cela un lourd fardeau. Il décrit à Elric et Corum l'essence du Champion éternel et ce qu'il ressent : 
« [...] j'ai été un millier de héros. Ahh ! Je suis... Je m'appelle John Daker... Erekosë... Urlik... Et tant d'autres, tant d'autres... Tous ces souvenirs, ces existences, ces rêves... [...] Ne comprenez-vous pas ? Suis-je donc le seul condamné à comprendre ? Je suis celui que l'on a nommé le Champion Éternel, le héros qui a toujours existé. Mais... Oui, je suis Elric de Melniboné, le Prince Corum Jhaelen Irsei. Je suis vous. Tous trois, nous sommes le même être ainsi qu'une myriade d'autres créatures. Nous ne faisons qu'un — condamné à combattre pour l'éternité sans jamais comprendre pourquoi. »
D'autres personnages reviennent sous différentes formes dans l'Hypercycle, en particulier le Compagnon du champion (Tristelune, Jhary-a-Conel...) ou sa bien-aimée (Cymoril...). Dans La Sorcière dormante, du cycle d'Elric, Jhary-a-Conel qui est le compagnon de Corum fait une mystérieuse allusion à Tristelune qu'il semble connaître.

## Objets et lieux du Multivers
De même, il y a des objets récurrents dans les différents plans du Multivers : en particulier l'épée noire, dont un avatar est nommé Stormbringer, un autre Mournblade. On apprend dans l'album Stormbringer qu'il existe une multitude d'avatars de cette épée, probablement un par monde.
Quant aux lieux, il existe une cité présente sur tous les plans du Multivers, c'est la fameuse Tanelorn, lieu de paix et de repos pour les guerriers et les incarnations du Champion éternel. Le Prince Corum en parle à Elric en ces termes : « Tanelorn existe dans chacun des plans, mais sous des formes différentes. Il n'y a qu'une seule Tanelorn et quoiqu'elle revête bien des aspects, elle est éternelle ». Tanelorn est une cité neutre quant au combat entre la Loi et le Chaos.
Dans le roman La Sorcière dormante, dont la troisième partie mêle les aventures des « Trois qui sont Un », à savoir Elric, Corum et Erekosë, il y a une tour nommée « La Tour Qui Disparaît ». Elle est décrite ainsi par Corum : « La Tour Qui Disparaît passe sans cesse d'un plan à un autre, sans cesse elle change d'âge et elle n'existe jamais plus de quelques instants en un même lieu ».